# Брама (судно)
Брама — деревянная барка или дебаркадер для доставки грузов с морских судов на берег по мелководной акватории. Она могла устанавливаться на рейде перед устьем порта для перевалки пассажиров и грузов с крупнотоннажных пароходов и на них. Кроме этого, она применялась для приёма рыбы с промысловых судов наливом и для транспортировки её на берег. Длина брамы обычно около 8 — 9 метров, ширина около 2 метров, грузоподъёмность 6 — 8 тонн.
Термин «брама» имел распространение в северных районах России.